# Шипая (язык)
Шипая (Shipaja, Xipaia, Xipaya) — находящийся под угрозой исчезновения язык, на котором говорят в районе реки Нижняя Шингу в штате Пара в Бразилии. Этническое население, вероятно, включает в себя куруая, иногда их рассматривают как единую этническую группу. В 2007 году 8 старейших потомков куруая и шипая в городе Алтамира, как сообщалось, говорили на родном языке (Кревелс 2007). В 2002 году насчитывалось 600 говорящих (ISA), а в 2011 году всего один человек (SIL).
Это один из примерно 70 языков тупи.